# 陈雨波
陈雨波（1922年8月20日—2020年9月15日），原名陈燕，江苏无锡人，中国土木工程专家、高等教育工作者，原哈尔滨建筑工程学院党委书记兼院长。

## 生平
1922年生于江苏无锡，祖父与父亲都是商人。陈翰笙是他的堂叔父。1941年至1945年，在国立西南联合大学土木系学习。毕业后志愿参加战时运输管理局第一公路工程总队，赴广西抗日前线修路修桥。1945年8月日本投降后复员，回到上海。1946年10月，应聘为清华大学土木系助教。
1949年夏，哈尔滨工业大学第一次在清华大学招聘青年教师，整个清华园只有陈雨波一人应聘。9月初，他与新生一起赴哈尔滨。当时的哈尔滨工业大学本科教职员几乎都是苏联侨眷，学校除了几位国文教师外，陈雨波是唯一的华人专业课教师。1951年后，他历任土木系助理主任、基建设计室主任、土木系副主任、教务长助理。1957年被评定为副教授。1959年，土木系自哈尔滨工业大学分出，成立哈尔滨建筑工程学院，他历任教务处副处长、建筑设计院负责人等职务。1979年4月担任哈尔滨建筑工程学院副院长，1982年2月担任院长，同年晋升教授，1983年8月担任学院党委书记兼院长。
他早期从事结构工程的教学和科研工作，代表性论著有《切应力对于钢梁承载能力的影响》等。后期从事教育行政管理工作。1991年5月离休。1992年，他与孟新、尚鹤翔、周长源、刘式勤等5位老高等教育工作者，在黑龙江省政协的支持下，创办全日制民办普通高等学校“东方大学”（1995年改称黑龙江东方学院）。2020年9月15日14时08分逝世。

## 出版物
- 陈雨波; 朱伯龙 (编). . 北京: 中国建筑工业出版社. 1999. ISBN 7-112-02301-7.